# Zingel zingel
Zingel zingel es una especie de peces de la familia Percidae en el orden de los Perciformes.

## Morfología
Los machos pueden llegar alcanzar los 50 cm de longitud total.

## Distribución geográfica
Se encuentra en el río Danubio.